# Giancarlo Alessandrini
Giancarlo Alessandrini (Jesi, 20. ožujka 1950.) talijanski je crtač stripa.

## Životopis
Rođen u Jesiju, Alessandrini je diplomirao na Umjetničkom institutu u Anconi, a strip počinje profesionalno crtati 1972. za Il Corriere dei Ragazzi s pričom Il Cifrario del Maggiore Martin koju je napisao Mino Milani. Sljedeće je godine producirao deset epizoda fantastične serije Anni 2000, koju je ponovno napisao Milani, i dvanaest epizoda Lork Morskog psa dvije godine kasnije.
Godine 1975. Alessandrini se pridružio Studiju Giolitti i stvorio nekoliko ratnih priča za britanskog izdavača Fleetway. Nastavio je suradnju s Il Corriere dei Ragazzi, crtajući dvije epizode serije Il Maestro, koju je napisao Milani. Kad je 1976. urednik odbio neke stranice serije tražeći od njega da ih precrta, Alessandrini je umjesto toga odlučio otići.
Zatim je nacrtao Evu Kant za talijansko izdanje Cosmopolitana. Seriju je napisao Alfredo Castelli i označava prvu u nizu suradnji. Dvojac je 1976. godine producirao L'uomo di Chicago za Bonellijevu Un Uomo un'Avventura, zatim su 1978. radili zajedno na Allanu Quatermainu za Supergulp, u izdanju Mondadorija i na Mister No, opet za Bonelli.
Počevši od 1977., Alessandrini je radio na vestern seriji Ken Parker, koju je napisao Giancarlo Berardi. Njegova suradnja nastavit će se do 1980., rezultirajući u šest epizoda na 96 stranica. Iste godine Alessandrini je počeo raditi za katolički tjednik Il Giornalino, gdje je crtao neke epizode serijala Ai confini dell'avventura i Storie di tutti i tempi. 1981. stvorio je sa scenaristom Claudiom Nizzijem seriju Rosco & Sonny, koristeći se kao model za Sonnyjeve crte.
No prilika zbog koje će Alessandrini postati ime na međunarodnoj sceni stripa ukazala se 1982. godine: Castelli je uvjerio Bonellija da osvijetli seriju koja se temelji na njegovom novom liku i zatražio od Alessandrinija da osmisli lik i nacrta priče. U travnju te godine rođen je Martin Mystère. Serija je uspjela, a Alessandrini je trebao proizvesti sve naslovnice i mnoge priče, uključujući posebne akcije i izdvajanja.
Godine 1990. Alessandrini je nacrtao L'Uomo di Mosca, napisao Roberto Dal Prà za magazin Torpedo. Osobni stil umjetnosti nije prošao nezapaženo u Francuskoj, gdje je izdavač Bagheera stekao prava za francusko tržište.
Godine 1991. Alessandrini i Dal Prà stvorili su detektivku Anastasiju Brown za časopis Comic Art. Iste je godine Alessandrini ANAF dodijelio nagradu za najboljeg umjetnika.
Prvi samostalni napor Alessandrini objavljen je 1992. godine na temu Strip : to je serija kratkih priča pod naslovom Fatti e misfatti a Planet Arium. Zatim je nacrtao izdvojenu seriju Zona X tvrtke Martin Mystére.
Godine 1993. Alessandrini je za Bagheeru producirao tri epizode filma Indiana Jones, a 2001. nacrtao je Outremer, koji je napisao Vincenzo Beretta za francuskog izdavača Albin-Michel.
Alfredo Castelli je o njemu izjavio:

## Vanjske poveznice
- Giancarlo Alessandrini at Lambiek